# Inventaire 1970-1993
Inventaire 1970-1993 est une compilation du groupe Tri Yann parue le 2 août 1993 et distribuée par PolyGram.
La compilation comprend vingt titres, dont Le Reel de Louis-Marie, extrait du Vaisseau de pierre mais qui ne figurait que sur certaines éditions de l'album. Inventaire 1970-1993 est certifié « Disque d'or » le 23 octobre 1995.

## Titres
| No  | Titre                                                                                      | Durée |
| --- | ------------------------------------------------------------------------------------------ | ----- |
| 1.  | Dans les prisons de Nantes (Tri Yann/Traditionnel)                                         | 2:05  |
| 2.  | Les Filles de Redon (Tri Yann/Traditionnel)                                                | 3:05  |
| 3.  | Cad E Sin Don Te Sin (Tri Yann/Traditionnel)                                               | 3:19  |
| 4.  | Pelot d'Hennebont (Tri Yann - Traditionnel)                                                | 3:12  |
| 5.  | Prince qu'en mains tenez (Jean Meschinot/Tri Yann - Traditionnel)                          | 3:20  |
| 6.  | Galvadeg en Tre Kant Mil Soudard (La Levée des 3 000 000 hommes) (Tri Yann - Traditionnel) | 4:55  |
| 7.  | Dérobée de Guingamp (Tri Yann/Traditionnel)                                                | 3:24  |
| 8.  | La Découverte ou l'ignorance (Morvan Lebesque - Tri Yann)                                  | 3:07  |
| 9.  | Kerfang 1870 (Tri Yann - Traditionnel)                                                     | 3:06  |
| 10. | An Distro euz a vro-zaoz (Tri Yann/Traditionnel)                                           | 10:26 |
| 11. | Le Soleil est noir (Tri Yann - Traditionnel)                                               | 3:51  |
| 12. | Guerre, guerre, vente vent (Jean-Paul Jehanno - Tri Yann/Traditionnel)                     | 3:32  |
| 13. | Si mort a mors (Anonyme/Tri Yann - Traditionnel)                                           | 3:14  |
| 14. | Kan ar Kann (Tri Yann/Traditionnel)                                                        | 5:17  |
| 15. | La Ville que j'ai tant aimée (Tri Yann - Phil Coulter)                                     | 3:54  |
| 16. | Chanson à boire (Traditionnel)                                                             | 3:13  |
| 17. | Song for Ye, Jacobites (Traditionnel)                                                      | 3:46  |
| 18. | La Jument de Michao (Tri Yann - Traditionnel)                                              | 3:13  |
| 19. | Le Réel de Louis-Marie (Tri Yann)                                                          | 3:06  |
| 20. | Gwerz Jorj Courtois (Tri Yann - Traditionnel)                                              | 3:17  |